# Медина, Максин
Мари́я Мика Макси́не Пе́рес Меди́на-Льяна (исп. María Mika Maxine Pérez Medina-Llana; род. 10 мая 1990, Кесон-Сити, Столичный регион) — филиппинская модель и актриса, участница конкурса красоты «Мисс Вселенная 2016».

## Биография
Максин Медина родилась 10 мая 1990 года в Кесон-Сити (Национальный столичный регион). Она получила степень бакалавра в области дизайна интерьера в колледже Де Ла Саль в Сент-Бенильде и Филиппинской школе дизайна интерьера. Максин работала дизайнером и она является членом Ассоциации профессиональных моделей Филиппин.
17 апреля 2016 года Медина после победы на конкурсе «Мисс Вселенная Филиппины 2016» была коронована как «Мисс Вселенная Филиппины». Победа в национальном конкурсе позволила Максин принять участие на «Мисс Вселенная 2016», где она вышла в финал и вошла в топ-6.
Максин Медина снимается в кино, среди её ролей работы в таких проектах как «Hanggang Saan», «Los Bastardos», «First Yaya», «First Lady» и «Lilet Matias», «Attorney-at-Law».

## Семья
3 октября 2023 года вышла замуж за своего бойфренда Тимми Лламу. 16 августа 2024 года у пары родился первый ребёнок — сын Тимоти Матеус.

## Ссылка
- Maxine Medina на IMDb.com